# بيرت غانثر
بيرت غانثر (بالهولندية: Bert Gunther)‏ هو مجدف هولندي، ولد في 10 ديسمبر 1899 في أمستردام في هولندا، وتوفي في 14 أكتوبر 1968 في آرنم في هولندا.

## وصلات خارجية
- بيرت غانثر على موقع الاتحاد الدولي للتجديف (الإنجليزية)
- بيرت غانثر على موقع أوليمبيديا (الإنجليزية)